# Магда
Магда (араб. ماجدة‎, настоящее имя — Афаф Али Камель аль-Саббахи араб. عفاف على كامل الصباحى‎, 6 мая 1931, Танта, Египет — 16 января 2020) — ведущая египетская киноактриса 1950-х — 1970-х годов, сыграла роли более чем в 70-ти фильмах. Была популярной кинозвездой не только в Египте, но и во всех странах арабского Востока. Советским кинозрителям памятна по ролям в фильмах, демонстрировавшихся на киноэкранах СССР: «Эта земля наша» (1956, в оригинале — «Наша зелёная земля»), «Джамиля» (1958), «Подростки» (1960), «Свадьба по доверенности» (1963, в оригинале — «Голая правда»), «Человек моего сердца» (1966, в оригинале — «Кого я люблю?»), «На зов города» (1975, в оригинале — «Сирена»).

## Биография

### Дебют в кино
Будущая актриса родилась в довольно богатой мусульманской семье. Когда девушке было только шестнадцать, она с классом совершила школьную экскурсионную поездку на киностудию Shubra, где её увидел кинорежиссёр Саиф эд-Дин Шаукат, сделавший юной красавице предложение о работе в кино. Когда девочка сказала родителям, что её пригласили сниматься в кино, разразился скандал: год ей не разрешали выходить из дома. В те времена в мусульманских странах на работу в кино смотрели как на дело позорное и недостойное порядочного человека. И всё же восемнадцатилетняя девушка добилась своего, дебютировав в 1949 году на съёмочной площадке в фильме «Умник», режиссёром которого был Саиф эд-Дин Шаукат. Юная актриса буквально тайком бегала на съёмки: родители думали, что девушка идёт на занятия, а она, минуя школу, бежала на киностудию, где работала примерно по часу в день, чтобы не опоздать вовремя «прийти из школы». Также в целях конспирации, чтобы родители не увидели на афишах её имя, девушка сразу же ещё на съёмках взяла псевдоним Магда, который подсказал ей режиссёр. Однако кто-то всё же доложил отцу о её побегах на съёмки, и семья подала иск против режиссёра и продюсера фильма, утверждая, что на момент съёмок девушка была несовершеннолетней. Это привело к приостановке съёмок фильма на полгода. Окончательно родители смирились с занятием дочери позже, когда пришёл успех.

### Кинокарьера
Магда играла роли молодых девушек и женщин в мелодрамах, комедиях, социальных драмах и исторических картинах. В 1956 году Магда создала свою кинокомпанию «Магда-фильм», на которой вышло большинство из её последующих актёрских работ.
Ко второй половине 1950-х произошли и взлёты в её творческой карьере. Именно в этот период актриса создала свои лучшие кинообразы: за роль Амины в фильме «Наша зелёная земля» (1956, в советском прокате — «Эта земля наша») актриса была удостоена своей первой международной награды — приза за лучшую женскую роль на международном кинофестивале в Карловых Варах. За роль террористки Джамили в одноимённом фильме 1959 года, пожалуй, самого известного из египетских кинорежиссёров Юсефа Шахина актриса была удостоена множества международных кинопремий. Хрупкая на вид, большеглазая, Магда дала почувствовать несгибаемость характера своей героини — фильм был основан на реальной истории алжирской исламистки Джамили Бухиред, боровшейся террористическими методами за свободу колониального Алжира от Франции. Фильм вышел на экраны как раз тогда, когда реальная героиня сидела во французской тюрьме, и французские официальные делегации бойкотировали его демонстрацию на международных кинофестивалях, что не помешало его демонстрации как на фестивалях, так и в прокате многих стран мира: Китая, Японии, Венгрии, СССР и многих европейских стран.
За роль Нады в популярном не только в Египте, но и за его пределами фильме «Подростки» (1960) актриса была  удостоена приза на кинофестивале в Сан-Франциско. Этот фильм с успехом демонстрировался на международном кинофестивале в Западном Берлине (в «Кинословаре» 1986 года издания даже утверждается, что актриса там получила приз за роль, однако эта информация более нигде не подтверждалась) и довольно успешно прошёл в прокате СССР (фильм посмотрели 28,2 млн советских кинозрителей).
В 1966 году актриса попробовала свои силы в кинорежиссуре, сняв фильм «Кого я люблю?» (в советском прокате — «Человек моего сердца»), в связи с чем кинокритик Самир Фарид высказал свои сомнения, что Магда самостоятельно сделала эту работу. Надо полагать, — это скорее похвала, нежели обратное, однако Магда к режиссуре больше не приступала.

### Личная жизнь
В 1963 году Магда вступила в брак с бывшим военным лётчиком, затем ставшим популярным киноактёром Эхабом Нафи. Однако, личная жизнь не сложилась, супруги быстро развелись. Но именно в этом браке Магда родила своего единственного ребёнка — дочь Гаду Нафи, ставшую популярной египетской киноактрисой. Сама же Магда порвала с кинематографом, посвятив себя единственной дочери, хотя c 1995 года принимала участие в женском кинематографическом обществе. Правительство Египта наградило актрису орденом Республики «За заслуги в области киноискусства». Магда также очень гордилась орденом Почёта, вручённым ей марокканским королём Хассаном II.

## Смерть
Магда умерла 16 января 2020 года в своём доме, в городе Докки. Ей было 88 лет.

## Избранная фильмография
| Актёрские работы | Актёрские работы                                               | Актёрские работы   | Актёрские работы                                            | Актёрские работы                      | Актёрские работы   |
| Год              | Русское название                                               | Арабское название  | Название в латинской транскрипции / английское название     | Режиссёр                              | Роль               |
| ---------------- | -------------------------------------------------------------- | ------------------ | ----------------------------------------------------------- | ------------------------------------- | ------------------ |
| 1949             | Умник                                                          | الناصح             | El nasseh / The Clever One                                  | Саиф эд-Дин Шаукат                    |                    |
| 1950             | Разрешите мне спеть                                            | سيبوني أغني        | Sibuni aghani                                               | Хусейн Фаузи                          | Хенд Саттар        |
| 1950             | Перец                                                          | فلفل               | Felfel                                                      | Саиф эд-Дин Шаукат, Мустафа Аль-Аттар | Хайам              |
| 1951             |                                                                | حبايبى كتير        | Habibi katir                                                | Камаль Аттиа                          |                    |
| 1951             | Я — девушка из народа                                          | أنا بنت ناس        | Ana bint nass                                               | Хасан аль-Имам                        |                    |
| 1951             | Ночь любви                                                     | ليلة غرام          | Leilet gharam / A Night of Love                             | Ахмед Бадрхан                         |                    |
| 1952             | Я один                                                         | انا وحدى           | … / Am Alone                                                | Генри Баракат                         |                    |
| 1952             | Вера                                                           | الايمان            | … / The Faith                                               | Ахмед Бадрхан                         | Садия              |
| 1952             | Победа ислама                                                  | انتصار الإسلام     | Intisar el Islam / The Victory of Islam                     | Ахмед эль-Тоуки                       | Джамиля            |
| 1952             | Песнь бессмертия                                               | لحن الخلود         | Lahn al khouloud / Immortal Song                            | Генри Баракат                         | Сана               |
| 1952             | Дом, милый дом                                                 | البيت السعيد       |                                                             | Хусейн Седки                          |                    |
| 1952             | Мустафа Камель                                                 | مصطفى كامل         | … / Moustafa Kamel                                          | Ахмед Бадрхан                         |                    |
| 1953             | Наступит день расплаты                                         | حكم الزمان         | Lak yom ya zalem                                            | Генри Баракат                         |                    |
| 1953             | Продавщица хлеба                                               | بائعة الخبز        |                                                             | Хасан аль-Имам                        | Нелли              |
| 1953             | Билал, муэдзин пророка                                         | بلال مؤذن الرسول   | Bilal, Muezzin el rassul                                    | Ахмед эль-Токхи                       | Индия, жена Билала |
| 1953             | Дахаб                                                          | دهب                | Dahab                                                       | Анвар Вагди                           |                    |
| 1953             | Я на своей территории                                          | ماليش حد           | Malish had / I’m on My Own                                  | Ибрагим Амара                         |                    |
| 1953             | Путь к счастью                                                 | طريق السعادة       | Tarik el saada / Path of Happiness                          | Камаль Хефнави                        |                    |
| 1954             | Дни проходят                                                   | مرت الأيام         | Marrat al ayyam / The Days Pass                             | Ахмад Дыя эд-Дин                      |                    |
| 1954             | Деревенские влюблённые                                         | قرية العشاق        | Kariet el oschak                                            | Ахмад Дыя эд-Дин                      |                    |
| 1954             | Он не может быть несправедливым                                | الظلم حرام         | El zulum haram / One Must Be Fair                           | Хасан эль-Сейфи                       | Самира             |
| 1954             | Госпожа Ханафи                                                 | الأنسة حنفى        | El anessa Hanafi / Miss Hanafi                              | Фатин Абдель Вахаб                    | Наваэм             |
| 1955             | Встреча                                                        | الميعاد            | El miad / Promised                                          | Ахмед Камель Морси                    |                    |
| 1955             | Где моя жизнь                                                  | دعونى اعيش         | Daouni aish / Let Me Live                                   | Ахмад Дыя эд-Дин                      | Немат              |
| 1955             | Бог с нами                                                     | الله معنا          | Allah maana / God Is on Our Side                            | Ахмед Бадрхан                         |                    |
| 1955             | Возраст Амани                                                  | أماني العمر        | … / Life Wishes                                             | Саиф эд-Дин Шаукат                    | Лейла              |
| 1955             | Жертва любви                                                   | فى سبيل الحب       | Fi sabil el hob                                             | Иса Карама                            |                    |
| 1955             | Рассвет                                                        | فجر                | Fajr / Dawn                                                 | Атеф Салем                            |                    |
| 1956             | Наша зелёная земля (в советском прокате — «Эта земля наша»)    | ارضنا الخضراء      | Arduna el khadra / Our Green Land                           | Ахмад Дыя эд-Дин                      | Амина              |
| 1956             | Современные девушки                                            | بنات اليوم         | Banat el yom / Girls of Today                               | Генри Баракат                         | Сальва             |
| 1956             | Вытри слёзы                                                    | كفاية يا عين       | Kefaya ya ein / Dry Your Eyes                               | Хусам эд-Дин Мустафа                  |                    |
| 1956             | Незнакомец                                                     | الغريب             | El gharib / The Stranger                                    | Фатин Абдель Вахаб, Камаль аль-Шейх   | Сония              |
| 1957             | Женщины в моей жизни                                           | نساء فى حياتى      | Femmes de ma vie / Women in My Life                         | Фатин Абдель Вахаб                    |                    |
| 1957             | Преступление и наказание                                       | الجريمة و العقاب   | El garima wal ekab                                          | Ибрагим Амара                         | Нахед              |
| 1957             | Потерянная молодость                                           | أين عمري           | Ainа omri                                                   | Ахмад Дыя эд-Дин                      | главная роль       |
| 1957             | Конец любви                                                    | نهاية حب           | Nehayet hob / The End of Love                               | Хасан Эль-Сейфи                       |                    |
| 1957             | Ночные любовники                                               | عشاق الليل         | Oshak el lail / Night’s Lovers                              | Камаль Аттиа                          |                    |
| 1958             | Скрытый берег                                                  | شاطىء الأسرار      | Shatie el asrar / Hidden Shore                              | Атеф Салем                            | главная роль       |
| 1958             | Джамиля                                                        | جميلة              | Djamilah / Jamila, the Algerian                             | Юсеф Шахин                            | Джамиля            |
| 1958             | На днях                                                        | مع الأيام          | Maal ayam                                                   | Ахмад Дыя эд-Дин                      |                    |
| 1959             | Из-за моей любви                                               | من أجل حبى         | Min agl hubbi / Because of My Love                          | Шейх Камаль                           |                    |
| 1960             | Зов любви                                                      | بين ايديك          | Bein edeik                                                  | Юсеф Шахин                            | Надия              |
| 1960             | Подростки                                                      | المراهقات          | El morahekate / Teenagers                                   | Ахмад Дыя эд-Дин                      | Нада               |
| 1960             | Кайс и Лейла                                                   | قيس وليلى          | Kais we Laila / Qays we Laila                               | Ахмад Дыя эд-Дин                      | Лейла              |
| 1962             | Я люблю этого парня                                            | هذا الرجل أحبه     | Hazal ragul ahebboh                                         | Хусейн Хелми                          | Салва              |
| 1962             | Праздник посреди года                                          | أجازة نص السنة.    | Agazet nos el Sana / Mid-year Holiday                       | Али Реза                              | Зейнаб             |
| 1963             | Голая правда (в советском прокате — «Свадьба по доверенности») | أحلام هند وكاميليا | El hakika el ariya                                          | Атеф Салем                            |                    |
| 1963             | Продавщица газет                                               | بياعة الجرايد      | Bayaa Jeraad / The Newspaper Seller                         | Хасан аль-Имам                        |                    |
| 1963             | Запретная история                                              | قصة ممنوعة         | Kessa mamnuh                                                | Тальба Радван                         | Нана               |
| 1964             | Уход пророка                                                   | هجرة الرسول        | Hegret el rassul                                            | Ибрагим Амара                         | Раджаа             |
| 1966             | Кого я люблю? (в советском прокате — «Человек моего сердца»)   | من احب             | Man uhibb? / Whom Do I Love?                                | Магда                                 | Лейла              |
| 1966             | Революция в Йемене                                             | ثورة اليمن         | Thawrat al Yaman / Revolution in Yemen                      | Атеф Салем                            |                    |
| 1967             | Последний поцелуй                                              | القبلة الأخيرة     | Al koubla al akhira                                         | Махмуд Зульфикар                      | Наира              |
| 1968             | Ева на дороге                                                  | حواء على الطريق    | Hawaa alal tarik                                            | Хусейн Хелми                          |                    |
| 1968             | Человек, потерявший свою тень                                  | الرجل الذى فقد ظله | El ragol el-lazi fakad zilloh / The Man Who Lost His Shadow | Камаль эль-Шейх                       | Мабрука            |
| 1970             | Мираж                                                          | السراب             | El sarab                                                    | Анвар Шенави                          | Рабаб              |
| 1972             | Мои слёзы, моя любовь, моя кровь                               | قصة ممنوعة         | Anf wa thalath ‘Ouyoun                                      | Хусейн Камаль                         | Амина              |
| 1975             | Сирена (в советском прокате — «На зов города»)                 | النداهة            | Alandahh                                                    | Хусейн Камаль                         | Фатхия             |
| 1978             | Пик возраста                                                   | العمر لحظة         | Al omr lahza                                                | Мохаммед Рада                         | Немат              |
| 1982             | Египетская история                                             | حدوتة مصرية        | … / An Egyptian Story                                       | Юсеф Шахин                            | Магда              |
| 1988             | Когда он говорит о тишине                                      | عندما يتكلم الصمت  | 'Endama Yatakalam al-Samt                                   | Карим Зияуддин                        | психиатр Наваль    |
| 1994             | Я женщина, и я забывчива                                       | ونسيت إنى امرأة    |                                                             | Атеф Салем                            | Суад               |